# Línguas iranianas
As línguas iranianas ou irânicas são um grupo de línguas da família indo-europeia com um número estimado de falantes nativos da ordem de 150 a 200 milhões de pessoas, distribuídos no sudoeste, no centro e no sul da Ásia. O grupo iraniano contém duas das línguas indo-europeias mais antigas já registradas: o avéstico e o persa antigo.

## Classificação

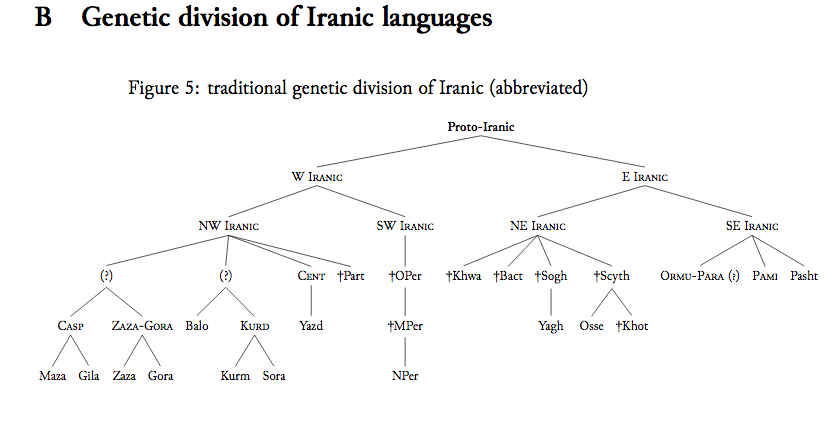
Genetic division of Iranic languages

As línguas irânicas são divididas, cronologicamente, em antigo iraniano, médio iraniano e línguas irânicas modernas. Em relação ao antigo iraniano, o avéstico e o persa antigo são as línguas das quais existem textos supérstites, mas sabe-se da existência de outras línguas, como o medo e o cita.

## Falantes
As línguas irânicas modernas são faladas em uma área muito vasta, que vai do Cáucaso (ossético), ao norte de Oman (kumzari) e ao Xinjiang (sarikoli). Entre as línguas mais faladas do irânico ocidental, podem-se citar o persa moderno ou farsi, língua nacional do Irã e uma das duas línguas oficiais do Afeganistão, além da língua curda.
As línguas iranianas estão agrupadas em três etapas: iraniano antigo (até 400 aC), iraniano médio (400 aC - 900 dC) e novo iraniano (desde 900 dC). As duas línguas iranianas antigas diretamente atestadas são a língua persa antiga (do Império Aquemênida) e Avéstico antigo (língua do Avestá. Dentre as línguas iranianas médias, as mais compreendidas e registradas são a língua persa média (do Império Sassânida],  Parta (do Império Parta) e  Bactriano (do Império Cuchana e Império Heftalita).
Em 2008, havia entre 150 e 200 milhões de falantes nativos das línguas iranianas. Ethnologue estima que haja 86 línguas Iranianas, As três maiores delas são  persa,  pachto e a língua curda.

## Famílias
São exemplos de línguas do grupo iraniano (em itálico as línguas extintas):

### Sub-grupo oriental
- Nordeste
  - Avéstico
  - Corásmio
  - Bactriano
  - Cita
    - Sármata

  - Osseta
- Sudeste
  - Pastó

### Sub-grupo ocidental
- Noroeste
  - Azeri antigo
  - Medo
  - Parto
  - Curdo
  - Mazandarani
  - Balúchi
  - Zaza
  - Guiláqui
- Sudoeste
  - Persa antigo
  - Persa médio
  - Persa
  - Dari
  - Tajique

## Comparação de vocabulário
| Português             | Zazaki                             | Sorani                             | Curnânji                       | Pachto                                   | Tati                   | Talyshi                   | Balúchi                              | Mazandarani                  | Persa                                      | Persa médio                 | Parta              | Persa Antigo | Avéstica           | Osseta                     |
| --------------------- | ---------------------------------- | ---------------------------------- | ------------------------------ | ---------------------------------------- | ---------------------- | ------------------------- | ------------------------------------ | ---------------------------- | ------------------------------------------ | --------------------------- | ------------------ | ------------ | ------------------ | -------------------------- |
| 'belo                 | rınd, xasek                        | nayab, cuwan                       | rind, delal, bedew, xweşik     | x̌kūlay, x̌āista                           | xojir                  | ghašang                   | dorr, soherâ, mah rang, sharr, juwān | xoşgel, xojir                | zibā/xuš-čehr(e)/xoşgel(ak)/ghashanq/najib | hučihr, hužihr              | hužihr             | naiba        | vahu-, srîra       | ræsughd                    |
| sangue                | goni                               | xwên                               | xwîn, xwûn                     | wīna                                     | xevn                   | xun                       | hon                                  | xun                          | xūn                                        | xōn                         | gōxan              |              | vohuni-            | tug                        |
| pão                   | nan, non                           | nan                                | nan                            | ḍoḍəi, məṛəi                             | nun                    | nun                       | nān, nagan                           | nun                          | nān                                        | nān                         | nān                |              |                    | dzul                       |
| bring                 | ardene                             | /anîn, hawerdin                    | anîn, hînan                    | (rā)wṛəl                                 | vârden, biyordon       | varde                     | âurten, yārag, ārag                  | biyârden                     | āwurdan, biyār ("(you) bring!")            | āwurdan, āwāy-, āwar-, bar- | āwāy-, āwar-, bar- | bara-        | bara, bar-         | xæssyn                     |
| irmão                 | bıra                               | brader, bira                       | bra, brarg, brang, brat        | wror                                     | bərâr                  | bira, boli                | brāt, brās                           | birâr                        | barādar                                    | brād, brâdar                | brād, brādar       | brātar       | brātar-            | æfsymær                    |
| vir                   | ameyene                            | hatin, were                        | hatin, atin, were,             | rā tləl                                  | biyâmiyan              | ome                       | āhag, āyag, hatin                    | biyamona, enen, biyâmuen     | āmadan                                     | āmadan, awar                | awar, čām          | āy-, āgam    | āgam-              | cæwyn                      |
| chorar                | bermayene                          | girîn, giryan                      | grîn, griyan                   | žəṛəl                                    | bərma                  | berame, bame              | greewag, grehten                     | birme                        | gerīstan/gerīye                            | griy-, bram-                | barmâdan           |              |                    | kæwyn                      |
| escuro                | tari                               | tarî/tarîk                         | tarî                           | skəṇ, skaṇ, tyara                        | ul, gur, târica, târek | toki                      | tār                                  |                              | tārīk, tār                                 | tārīg/k                     | tārīg, tārēn       | tārīk        | sâmahe, sâma       | tar                        |
| filha                 | kêna/keyna, çêna/çêneke            | kîj, kiç, kenişk, düet (pehlewanî) | dot (daughter) keç(girl)       | lūr                                      | titiye, dətar          | kinə, kila                | dohtir, duttag                       | kîjâ(girl), deter (daughter) | doxtar                                     | duxtar                      | duxt, duxtar       |              | duxδar             | čyzg (Iron), kizgæ (Digor) |
| dia                   | roce, roje, roze                   | řoj                                | roj                            | wrəd͡z (rwəd͡z)                            | revj, ruz              | ruj                       | roç                                  | ruz, ruj                     | rūz                                        | rōz                         |                    | raucah-      | raocah-            | bon                        |
| fazer                 | kerdene                            | kirdin                             | kirin                          | kawəl                                    | kardan, kordan         | karde                     | kanag, kurtin                        | hâkerden                     | kardan                                     | kardan                      | kartan             | kạrta-       | kәrәta-            | kænyn                      |
| porta                 | ber, keyber, çêber                 | derge/derke, derga                 | derî                           | wər                                      | darvâca                | bə                        | dar, gelo, darwāzag                  | dar, loş                     | dar                                        | dar                         | dar, bar           | duvara-      | dvara-             | dwar                       |
| morrer                | merdene                            | merden                             | mirin                          | mrəl                                     | bamarden               | marde                     | mireg, murten                        | bamerden                     | mordan                                     | murdan                      |                    | mạriya-      | mar-               | mælyn                      |
| asno                  | her                                | ker                                | ker                            | xər                                      | astar, xar             | hə, hər                   | har, her, kar                        | xar                          | xar                                        | xar                         |                    |              |                    | xæræg                      |
| comer                 | werdene                            | xwardin                            | xwarin, xwartin, xartin        | xwāṛə, xurāk / xwaṛəl                    | harden                 | harde                     | warag, warâk, wārten                 | xerâk / baxârden             | xordan / xurāk                             | parwarz / xwâr, xwardīg     | parwarz / xwâr     |              | hareθra / ad-, at- | xærinag                    |
| ovo                   | hak, akk                           | hêk/hêlke, tum                     | hêk                            | hagəi                                    | merqâna, karxâ         | morqana, uyə              | heyg, heyk, ā morg                   | merqâne, tîm, balî           | toxm, xāya ("testicle")                    | toxmag, xâyag               | taoxmag, xâyag     |              | taoxma-            | ajk                        |
| terra                 | erd                                | zemîn, zawî, ʿerz, erd             | erd, zevî                      | d͡zməka (md͡zəka)                          | zemin                  | zamin                     | zemin, degār                         | zamîn, bene                  | zamīn                                      | zamīg                       | zamīg              | zam-         | zãm, zam, zem      | zæxx                       |
| noite                 | şan, êre                           | êware                              | êvar                           | māx̌ām (māš̥ām)                            | nomâzyar, nomâšon      | shav                      | begáh                                | nemâşun                      | begáh                                      | ēvārag                      | êbêrag             |              |                    | izær                       |
| olho                  | çım                                | çaw/çaş                            | çav                            | stərga                                   | coš                    | čaş,gelgan                | cham, chem                           | çəş, bəj                     | čashm                                      | čašm                        | čašm               | čaša-        | čašman-            | cæst                       |
| pai                   | pi, pêr                            | bawk, bab,baba                     | bav, bab                       | plār                                     | piyar, piya, dada      | piya, lala, po            | pet, pes                             | pîyer, per                   | pedar, bābā                                | pidar                       | pid                | pitar        | pitar              | fyd                        |
| medo                  | ters                               | tirs                               | tirs                           | wēra (yara), bēra                        | târs                   | tars                      | turs, terseg                         | taşe-vaşe, tars              | tars, harās                                | tars                        | tars               | tạrsa-       | tares-             | tas                        |
| noiva                 | waşti                              | dasgîran,xwşavest                  | dergîstî, xwestî               | čənghol [masculine], čənghəla [feminine] | numzâ                  | nomja                     | nāmzād                               | numze                        | nāmzād                                     | -                           | -                  |              |                    | usag                       |
| bem                   | weş, hewl                          | xwş                                | xwaş, xweş, xaş,               | x̌a (š̥a), səm, ṭik (Urdu origin)          | xojir, xar             | xoş                       | wash, hosh                           | xâr, xeş, xojir              | xoš, xūb, beh                              | dārmag                      |                    |              | srîra              | xorz, dzæbæx               |
| dedo                  | engışte/gışte, bêçıke              | engust, pence,angus                | tilî, pêçî                     | gwəta                                    | anquš                  | anqiştə                   | changol, mordâneg, lenkutk           | angus                        | angošt                                     | angust                      |                    |              | dišti-             | ængwyldz                   |
| fogo                  | adır                               | ager/awir, ahir,ayer               | agir                           | wōr (ōr)                                 | taš                    | otaş                      | âch, atesh, âs                       | taş                          | ātaš, āzar                                 | âdur, âtaxsh                | ādur               | âç-          | âtre-/aêsma-       | art                        |
| peixe                 | mase                               | masî                               | masî                           | kəb                                      | mâyi                   | moy                       | māhi, māhig                          | mâhî                         | māhi                                       | māhig                       | māsyāg             |              | masya              | kæsag                      |
| ir                    | şiayene                            | çûn, řoştin, řoyiştin              | çûn                            | tləl                                     | šiyen, bišiyan         | şe                        | shoten                               | şunen / burden               | ro/şo                                      | şow/row                     | ay-                | ai-          | ay-, fra-vaz       | cæwyn                      |
| deus                  | homa/huma/oma, heq                 | Yezdan, xwedê, xuda, xodê, xwa(y)  | xwedê, xweda, xwadê, xudê      | xwədāi                                   | xədâ                   | Xıdo                      | xoda,hwdâ                            | xedâ                         | xodā, izad, yazdān, baq                    | xudā/yazdān                 |                    | baga-        | baya-              | xwycaw                     |
| bom                   | hewl, rınd, weş                    | baş, çak,xas                       | baş, rind                      | x̌ə (š̥ə)                                  | xâr, xojir             | çok                       | zabr, sharr, jowain                  | xâr, xeş, xojir              | xub, nīkū, beh                             | xūb, nêkog, beh             |                    | vahu-        | vohu, vaŋhu-       | xorz                       |
| relva                 | vaş                                | giya/gya                           | gîya, çêre                     | wāx̌ə (wāš̥ə)                              | vâš                    | alaf                      | rem, sabzag                          | vâş                          | sabzeh, giyāh                              | giyâ                        | giya               | viş          | urvarâ             | kærdæg                     |
| ótimo                 | gırd/gırs, pil                     | gewre,mazen                        | mezin, gir                     | lōy, stər                                | pilla                  | yol, yal, vaz, dıjd       | mastar, mazan,tuh                    | gat, pilla                   | bozorg                                     | wuzurg, pīl, yal            |                    | vazraka-     | uta-, avañt        | styr                       |
| 'mão                  | dest                               | dast, das                          | dest                           | lās                                      | bâl                    | dast                      | dast                                 | das, bāl                     | dast                                       | dast                        | dast               | dasta-       | zasta-             | k'ux / arm                 |
| 'cabeça               | ser                                | ser                                | ser                            | sər                                      | kalla                  | sə, sər                   | sar, sarag, saghar                   | kalle, sar                   | sar                                        | sar                         |                    | kalli        | sairi              | sær                        |
| coração               | zerri/zerre                        | dil/dił/dir(Erbil)/zil             | dil                            | zṛə                                      | dəl                    | dıl                       | dil, hatyr                           | del, zel, zil                | del                                        | dil                         | dil                |              | aηhuš              | zærdæ                      |
| cavalo                | estor/ostor/astor                  | asp/hesp/esp, hês(t)ir             | esp, hesp                      | ās [male], aspa [female]                 | asb, astar             | asp                       | asp                                  | asp, as                      | asb                                        | asp, stōr                   | asp, stōr          | aspa         | aspa-              | bæx                        |
| casae                 | keye/çeye, ban                     | mał, xanu, xang, ghat              | mal, xanî, ban                 | kor                                      | kiya                   | ka                        | ges, dawâr, log                      | sere, xene                   | xāne                                       | xânag                       |                    |              | demâna-, nmâna-    | xædzar                     |
| fome                  | vêşan/veyşan                       | bersî                              | birçî                          | lwəga                                    | vašnâ, vešir, gesnâ    | vahşian                   | shudig, shud                         | veşnâ                        | gorosne, goşne                             | gursag, shuy                | veşnâg             |              |                    |                            |
| idioma (also tlíngua) | zıwan, zon, zuan, zuon, juan, jüan | zeman, zuwan                       | ziman                          | žəba                                     | zobun, zəvân           | zivon                     | zewān, zobān                         | zivun, zebun                 | zabān                                      | zuwān                       | izβān              | hazâna-      | hizvā-             | ævzag                      |
| riso                  | huyayene                           | kenîn/pêkenîn, kenîn,xanda,xana    | kenîn                          | xandəl/xənda                             | xurəsen, xandastan     | sıre                      | hendag, xandag                       | rîk, baxendesten             | xande                                      | xande, xand                 |                    | karta        | Syaoθnâvareza-     | xudyn                      |
| vida                  | cuye, weşiye                       | jiyan,gyian                        | jiyan                          | žwəndūn, žwənd                           | zindәgi                | jimon                     | zendegih, zind                       | zindegî, jan                 | zendegi, jan                               | zīndagīh, zīwišnīh          | žīwahr, žīw-       |              | gaêm, gaya-        | card                       |
| homem                 | mêrdek, camêrd/cüamêrd             | merd, pîyaw,                       | mêr, camêr                     | səṛay, mēṛə                              | mardak, miarda         | merd                      | merd                                 | mard(î)                      | mard                                       | mard                        | mard               | martiya-     | mašîm, mašya       | adæjmag                    |
| lua                   | aşme, menge (for month)            | mang                               | meh, heyv                      | spūgməi (spōẓ̌məi)                        | mâng                   | mang, owşum               | máh                                  | ma, munek                    | mâh, mâng, mânk                            | māh                         | māh                | mâh-         | måŋha-             | mæj                        |
| mãe                   | may, mar, dayîke, dadî             | dayek                              | dayik, mak                     | mōr                                      | mâr, mâya, nana        | moa, ma, ina              | mât, mâs                             | mâr                          | mâdar                                      | mâdar                       | dayek              | mâtar        | mâtar-             | mad                        |
| boca                  | fek                                | dam,kat,sardam,sat                 | dev                            | xūla (xʷəla)                             | duxun, dâ:ân           | gəv                       | dap                                  | dâhun, lâmîze                | dahân                                      | dahân, rumb                 |                    |              | åŋhânô, âh, åñh    | dzyx                       |
| nome                  | name                               | naw, nêw                           | nav                            | nūm                                      | num                    | nom                       | nâm                                  | num                          | nâm                                        | nâm                         |                    | nâman        | nãman              | nom                        |
| noite alta            | şew                                | şaw                                | şev                            | špa                                      | šö, šav                | şav                       | šap, shaw                            | şow                          | shab                                       | shab                        |                    | xšap-        | xšap-              | æxsæv                      |
| abrir                 | akerdene                           | kirdinewe                          | vekirin                        | prānistəl                                | vâz-kardan             | okarde                    | pāch, pabozag                        | vâ-hekârden                  | bâz-kardan, va-kardan                      | abâz-kardan, višādag        |                    | būxtaka-     | būxta-             | gom kænyn                  |
| paz                   | haşti/aşti                         | aştî, aramî                        | aştî, aramî                    | rōɣa, t͡sōkāləi                           | dinj                   | aşiş                      | ârâm                                 | âştî                         | âshti, ârâmeš, ârâmî, sâzish               | âštih, râmīšn               | râm, râmīšn        | šiyâti-      | râma-              | fidyddzinad                |
| porco                 | xoz/xonz, xınzır                   | beraz,goraz                        | beraz,                         | soḍər, xənd͡zir (Arabic)                  | xu, xuyi, xug          | xug                       | khug, huk                            | xî                           | xūk                                        | xūk                         |                    |              | hū                 | xwy                        |
| local                 | ca                                 | je(jega), ga                       | cîh, geh                       | d͡zāi                                     | yâga                   | vira                      | ja, jaygah, hend                     | jâ                           | jâh/gâh                                    | gâh                         | gâh                | gâθu-        | gâtu-, gâtav-      | ran                        |
| ler                   | wendene                            | xwendin/xwêndin                    | xwandin, xwendin, xandin       | lwastəl, kōtəl                           | baxânden               | hande, xwande             | wánag, wānten                        | baxinden, baxundesten        | xândan                                     | xwândan                     |                    |              |                    | kæsyn                      |
| dizer                 | vatene                             | gutin, witin                       | gotin, bêtin                   | wayəl                                    | vâten, baguten         | vote                      | gushag, guashten                     | baowten                      | goftan, gap(-zadan)                        | guftan, gōw-, wâxtan        | gōw-               | gaub-        | mrû-               | dzuryn                     |
| irmã                  | waye                               | xweh, xweşk, xoşk, xuşk, xoyşk     | xwîşk, xwarg, xwang, xang      | xōr (xʷōr)                               | xâke, xâv, xâxor, xuâr | hova                      | gwhâr                                | xâxer                        | xâhar/xwâhar                               | xwahar                      |                    |              | x ̌aŋhar- "irmã"    | xo                         |
| pequeno               | qıc/qıyt, werdi                    | giçke, qicik, hûr                  | biçûk, hûr                     | kūčnay, waṛ(ū)kay                        | qijel, ruk             | hırd                      | gwand, hurd                          | peçik, biçuk, xurd           | kuchak, kam, xurd, rîz                     | kam, rangas                 | kam                | kamna-       | kamna-             | chysyl                     |
| filho                 | lac, laj                           | law/kuř                            | Pes (son) law (boy)            | d͡zoy (zoy)                               | pur, zâ                | zoə, zurə                 | possag, baç                          | piser/rîkâ                   | pesar, pur                                 | pur, pusar                  | puhr               | puça         | pūθra-             | fyrt                       |
| alma                  | roh, gan                           | jan, giyan, rewan, revan           | can                            | sā                                       | rəvân                  | con                       | rawân                                | ro, jân                      | ravân, jân                                 | rūwân, jyân                 | rūwân, jyân        |              | urvan-             | ud                         |
| primavera             | wesar/usar                         | bahar, wehar                       | behar                          | spərlay                                  | vâ:âr                  | əvəsor, bahar             | bārgāh                               | vehâr                        | bahâr                                      | wahâr                       |                    | vâhara-      | θūravâhara-        |                            |
| altol                 | berz                               | bilind/berz                        | bilind/berz                    | lwəṛ, ǰəg                                | pilla                  | barz, bılınd              | borz, bwrz                           | bilen(d)                     | boland / bârz                              | buland, borz                | bârež              |              | barez-             | bærzond                    |
| 'dez                  | des                                | deh/de                             | deh                            | ləs                                      | da                     | da                        | dah                                  | da                           | dah                                        | dah                         |                    | datha        | dasa               | dæs                        |
| três'                 | hirê/hiri                          | sê                                 | sê                             | drē                                      | so, se                 | se, he                    | sey                                  | se                           | se                                         | sê                          | hrē                | çi-          | θri-               | ærtæ                       |
| vila                  | dewe                               | gund, dêhat, dê                    | gund                           | kəlay                                    | döh, da                | di                        | dehāt, helk, kallag, dê              | dih, male, kola              | deh, wis                                   | wiž                         | dahyu-             | vîs-, dahyu- | vîs                | qæw                        |
| querer                | waştene                            | xwastin, wîstin                    | xwastin, xastin                | ɣ(ʷ)ux̌təl                                | begovastan, jovastan   | piye                      | loath, loteten                       | bexâsten                     | xâstan                                     | xwâstan                     |                    |              |                    | fændyn                     |
| água                  | awe/awk, owe, ou                   | aw                                 | av                             | obə/ūbə                                  | âv, ö                  | ov, wat(orandian dialect) | âp                                   | ow                           | âb                                         | âb/aw                       | aw                 | âpi          | avô-               | don                        |
| quando                | key                                | key                                | kengê, kîngê                   | kəla                                     | key                    | keyna                     | kadi, ked                            | ke                           | key                                        | kay                         | ka                 |              | čim-               | kæd                        |
| vento                 | va                                 | ba, wa (pehlewanî)                 | ba                             | siləi                                    | vâ                     | vo                        | gwáth                                | vâ                           | bâd                                        | wâd                         | wa                 |              | vâta-              | dymgæ / wad                |
| lobo                  | verg                               | gurg,                              | guru                           | lewə, šarmux̌ (šarmuš̥)                    | varg                   | varg                      | gurk                                 | verg                         | gorg                                       | gurg                        |                    | varka-       | vehrka             | birægh                     |
| mulher                | cıni/ceni                          | jin,zindage,gyian                  | jin                            | x̌əd͡za (š̥əd͡za)                            | zeyniye, zenak         | jen, jiyan                | jan, jinik                           | zan                          | zan                                        | zan                         | žan                |              | gǝnā, γnā, ǰaini-, | sylgojmag / us             |
| ano                   | serre                              | sal/sał                            | sal                            | kāl                                      | sâl                    | sor, sal                  | sâl                                  | sâl                          | sâl                                        | sâl                         |                    | θard         | ýâre, sarәd        | az                         |
| sim / não / no        | ya, heya, ê / nê, ney, ni          | bełê, a / na, ne                   | erê, arê, belê, a / na, no, ne | Hao, ao, wō / na, ya                     | ahan / na              | ha / ne, na               | ere, hān / na                        | are / nâ                     | baleh, ârē, hā / na, née                   | ōhāy / ne                   | hâ / ney           | yâ / nay, mâ | yâ / noit, mâ      | o / næ                     |
| ontem                 | vizêr                              | dwênê, duêka                       | duho                           | parūn                                    | azira, zira, diru      | zir, zinə                 | zí                                   | dîruz                        | diruz                                      | dêrûž                       |                    | diya(ka)     | zyō                | znon                       |